# Савичи (Брагинский район)
Савичи (бел. Савічы) — деревня в Чемерисском сельсовете Брагинского района Гомельской области Беларуси.

## География

### Расположение
В 22 км на юг от Брагина, 22 км от железнодорожной станции Иолча (на линии Овруч — Полтава), 152 км от Гомеля, на западе граничит с Полесским радиационно-экологическим заповедником.

## Транспортная сеть
На автомобильной дороге Комарин — Брагин.
Планировка состоит из 2 частей, разделённых дорогой: западной (чуть искривленная улица, ориентированная с юго-востока на северо-запад, к которой с запада присоединяется прямолинейная улица и на север от неё, параллельно основной, проходит короткая прямолинейная улица) и восточной (изогнутая улица меридиональной ориентации). Застройка двусторонняя, деревянная, усадебного типа.

## История
Обнаруженное археологами городище раннего железного века в 1 км на восток от деревни, в урочище Соловица) свидетельствует про заселение этих мест с древних времён. По письменным источникам известна с конца XVI века как деревня в Речи Посполитой. После 2-го раздела Речи Посполитой (1793 год) в составе Российской империи. В 1811 году упомянута как деревня в Речицком повете, помещичья собственность. В 1885 году рядом с деревней находилась усадьба с винокурней. Центр Савицкой волости, в которую в 1885 году входили 18 населённых пунктов с 824 дворами. Тысячи десятин земельных угодий в деревне и её окрестностях принадлежали дворянину В. К. Прозору. Согласно переписи 1897 года в деревне располагались часовня, народное училище, хлебозапасный магазин, еврейский молитвенный дом, 2 лавки, трактир.
В 1930 году организован колхоз «Савичи», работали 2 ветряные мельницы (1905, 1909 гг.), круподробилка, стальмашня, паровая мельница (1918 год), кузница, шерстечесальня.
Во время Великой Отечественной войны действовала подпольная группа, которую возглавляли С. И. и Ф. И. Филипенко. Весной 1942 года подпольщики вместе с партизанами разгромили вражеский гарнизон, маслозавод и уничтожили строение волостной управы. Каратели расстреляли и сожгли 33 жителя (похоронены в могиле жертв фашизма в центре деревни). Рядом с братской могилой похороненный 11 солдат и 8 партизан отряда имени Г. И. Котовского, которые погибли в бою за освобождение деревни. В 1959 году — центр совхоза «Савичи». Работали комбинат бытового обслуживания, лесничество, лесопилка, мельница, средняя школа, Дом культуры, фельдшерско-акушерский пункт, библиотека, отделение связи, столовая, 3 магазина.
С лета 1986 года в школе базировался 3 батальон (состоящий из 4 рот плюс рота РМТО) в/ч 3214 который охранял 30-ти км зону ЧАЭС, в июне 1987 года батальон был присоединён к украинским батальонам в/ч 3214 , создан Атомный полк в/ч 3031.
До 16 декабря 2009 года в составе Храковичского сельсовета.

## Население
После катастрофы на Чернобыльской АЭС и радиационного загрязнения часть жителей (373 семьи) переселены в чистые места.

### Численность
- 2004 год — 50 хозяйств, 86 жителей

### Динамика
- 1850 год — 66 дворов
- 1885 год — 94 двора, 580 жителей
- 1897 год — 127 дворов, 812 жителей (согласно переписи). В усадьбе 3 двора, 41 житель
- 1908 год — 175 дворов, 874 жителя
- 1959 год — 1305 жителей (согласно переписи)
- 2004 год — 50 хозяйств, 86 жителей

## Достопримечательности
- Городище периода раннего железного века 1 – е тыс. до н.э., расположено 1 км к востоку от деревни, урочище Салавица